# Victor Cazes
Pour les articles homonymes, voir Cazes.
Victor Cazes (Saint-Béat, 17 avril 1778 - Saint-Bertrand-de-Comminges, 30 septembre 1861) est un poète de langue occitane. 
Antiquaire, entomologiste, naturaliste, collectionneur un peu faussaire, conservateur autoproclamé des basiliques de Saint-Bertrand-de-Comminges et de Valcabrère, il créa, à Saint-Bertrand-de-Comminges, un musée pyrénéen avec Nérée Boubée.

## Biographie
Il est né à Saint-Béat en 1778 et est mort à Saint-Bertrand-de-Cominges en 1861.
Il a servi comme hussard.
Il est le fils du député Jean-Barthélémy Cazes (1747-1806) né à Montréjeau et accusateur public.
Il est aussi le père du peintre français Romain-Cazes (1810-1881) élève d'Ingres. 
Il avait ainsi composé son épitaphe, en Gascon :
Anticaire jou soi, boun entomologisto
Cercaire de cailhaous, e gran taxidermisto...

## Œuvres poétiques
- Claouarisses de Sent Bertrand
- Era revolto des Baroussens,

## Pour approfondir